# Sekiji Sasano
Sekiji Sasano (笹野 積次, Sasano Sekiji) was een Japans voetballer die speelde als middenvelder.

## Clubcarrière
Sekiji Sasano speelde voor Waseda WMW.

## Japans voetbalelftal
Sekiji Sasano nam met het Japans voetbalelftal deel aan de Olympische Zomerspelen 1936.